# OK Skuruhäll
OK Skuruhäll var en gemensam "paraplyklubb"/tävlingsklubb för Korsnäs IF:s och Karlsbyhedens IK:s orienterare under ett antal år på 90-talet. Namnet togs efter gränsröset Skuruhäll, då Karlsbyheden ligger i Sundborns socken, medan Hosjö, där Kornäs IF har huvuddelen av sina verksamheter, ligger i Vika socken. Träningen bedrevs i huvudsak i moderklubbarna. Efter ett antal år återgick man till att också tävla för dessa.